# هانس غروبر (موزع)
هانس غروبر هو موزع كندي، ولد في 11 يوليو 1925 في فيينا في النمسا، وتوفي في 6 أغسطس 2001.

## وصلات خارجية
- هانس غروبر على موقع ميوزك برينز (الإنجليزية)